# Ріола-Сардо
Ріола-Сардо (італ. Riola Sardo, сард. Arriora) — муніципалітет в Італії, у регіоні Сардинія,  провінція Ористано.
Ріола-Сардо розташована на відстані близько 400 км на південний захід від Рима, 100 км на північний захід від Кальярі, 12 км на північ від Ористано.
Населення — 2158 осіб (2014).
Щорічний фестиваль відбувається 11 листопада, 26 липня. Покровитель — святий Мартин.

## Демографія
Населення за роками:

Станом на 1 січня 2023 року в муніципалітеті офіційно проживало 38 іноземців з 14 країн, серед них 21 громадянин країн Євросоюзу.

## Сусідні муніципалітети
- Баратілі-Сан-П'єтро
- Кабрас
- Нарболія
- Нуракі
- Сан-Веро-Міліс